# Agrypon

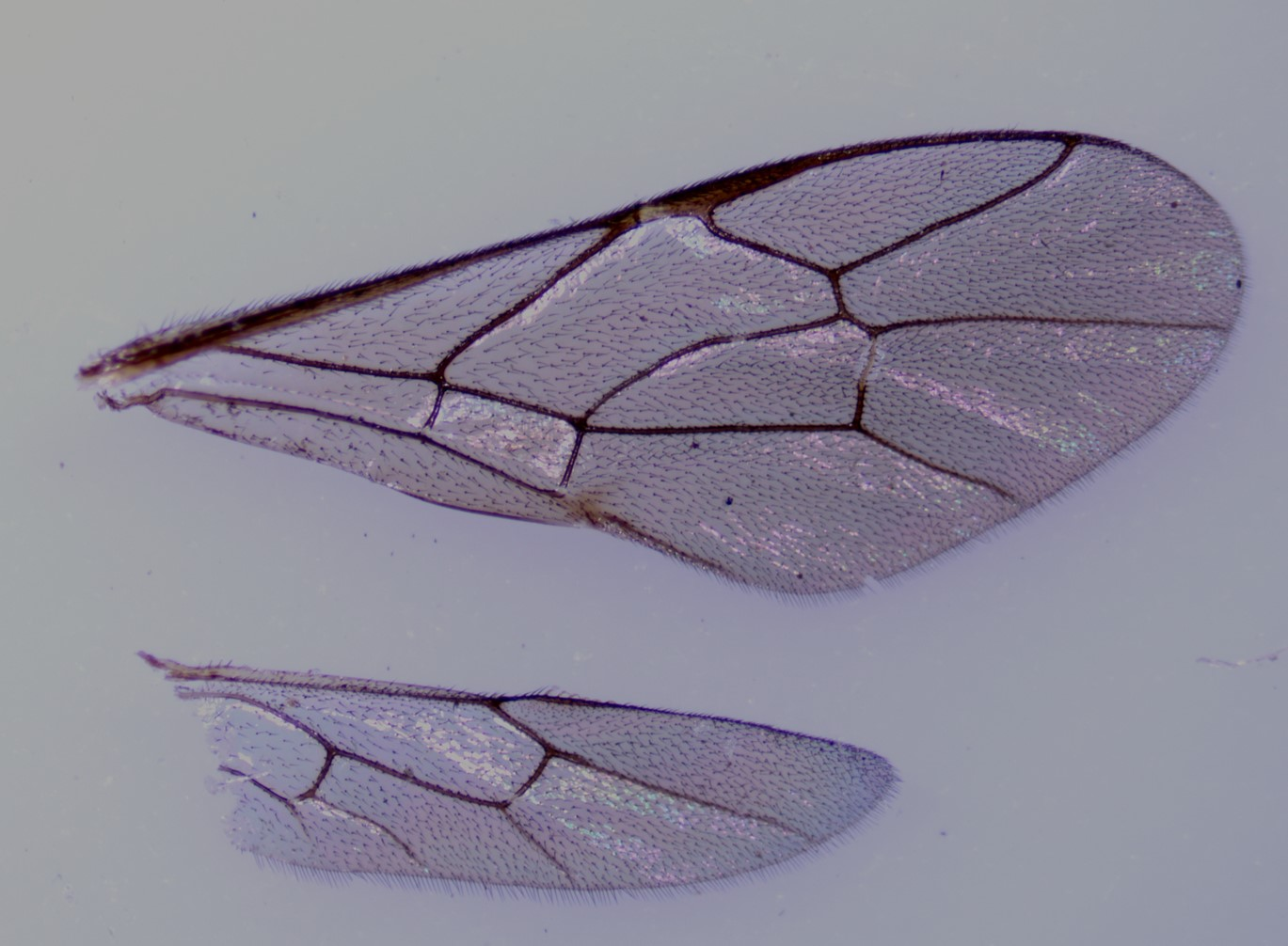
Agrypon flexorium ♂ Flügel

Agrypon ist eine Schlupfwespen-Gattung aus der Unterfamilie Anomaloninae. Die Gattung wurde von Arnold Foerster im Jahr 1860 eingeführt. Typusart ist Ophion flaveolatum Gravenhorst, 1807.

## Merkmale
Die Schlupfwespen weisen einen sehr schlanken Petiolus (Stielchenglied) auf. Hinterleib und Hinterbeine sind verlängert. Diese Eigenschaften sind typisch für Vertreter der Unterfamilie Anomaloninae. 
Für die Gattung Agrypon gelten folgende weitere Merkmale: Am unteren Ende des Clypeus befindet sich mittig ein Zahn, die vorderen Coxae weisen eine betonte Leiste auf, eine Abschweifung der parallelen Flügeladern oberhalb der Mitte des Hinterrands der Humeral-Zelle. Die postfurkale Lage der zweiten rekurrenten Flügelader wird als die wichtigste Eigenschaft der Gattung betrachtet.

## Lebensweise
Die Vertreter der Gattung Agrypon sind hauptsächlich Endoparasitoide verschiedener Raupen und Schmetterlingspuppen. Zu den Wirtsfamilien zählen Bärenspinner, Miniersackträger, Flachleibmotten, Eulenspinner und Sichelflügler (Drepanidae), Palpenmotten, Spanner, Dickkopffalter, Bläulinge, Eulenfalter, Zahnspinner, Faulholzmotten, Ritterfalter, Schleier- und Halbmotten (Plutellidae), Wickler und Gespinst- und Knospenmotten (Yponomeutidae). Agrypon flaveolatum wurde Mitte des 20. Jahrhunderts in Nordamerika zur biologischen Schädlingsbekämpfung des dort eingeschleppten Kleinen Frostspanners (Operophtera brumata) eingeführt.

## Systematik
Die Gattung Agrypon ist weltweit verbreitet und umfasst mehr als 183 Arten. 68 Arten kommen in der Paläarktis vor, davon 23 in Europa. In der Nearktis ist die Gattung mit etwa 40 Arten vertreten.
In Europa kommen folgende Arten vor:
- Agrypon adiscoidellatum – Rumänien
- Agrypon anomelas – Europa
- Agrypon anxium – Europa
- Agrypon batis – Europa, Nordafrika
- Agrypon brachycerum – Großbritannien, Finnland
- Agrypon canaliculatum – Europa
- Agrypon clandestinum – Euroopa, Nearktis
- Agrypon constantineanui – Rumänien
- Agrypon delarvatum – Europa
- Agrypon faciale – Deutschland, Ungarn, Polen
- Agrypon flaveolatum – Europa, Nearktis, Orientalis
- Agrypon flexorioides – Mittel- und Südeuropa
- Agrypon flexorium – Paläarktis, Nearktis
- Agrypon gracilipes – Europa, Orientalis
- Agrypon hilare – Italien, Osteuropa
- Agrypon interstitiale – Mittel- und Osteuropa, England
- Agrypon minutum – England
- Agrypon opaculum – Deutschland, Österreich
- Agrypon rugifer – Mittel- und Osteuropa, England, Schweden
- Agrypon scutellatum – Finnland
- Agrypon striatifrons – Rumänien
- Agrypon variegatum – Ungarn
- Agrypon varitarsum – Paläarktis, Nearktis, Orientalis